# Christina Sandberg
Pour les articles homonymes, voir Sandberg.
Christina Sandberg (née le 11 janvier 1948) est une joueuse de tennis suédoise.

## Biographie
Avec l'équipe de Suède, elle a joué 25 rencontres en Coupe de la Fédération (aujourd'hui Fed Cup) dont 16 en simple et 9 en double.
Son principal fait de carrière est aussi d'avoir battu Virginia Wade, qui atteindra plus tard le 2e rang mondial, au premier tour du tournoi de Wimbledon en 1968.
Enfin, Christina Sandberg est par ailleurs la première Suédoise à avoir remporté deux fois de suite l'Open de Suède (1965 et 1966).

## Palmarès

### Titres en simple dames
| No | Date       | Nom et lieu du tournoi        | Catégorie | Surface      | Finaliste            | Score         |  |
| -- | ---------- | ----------------------------- | --------- | ------------ | -------------------- | ------------- |  |
| 1  | 11-07-1965 | Swedish International, Båstad |           | Terre (ext.) | Leena Ahonen         | 6-8, 6-4, 6-4 |  |
| 2  | ??-07-1966 | Swedish International, Båstad |           | Terre (ext.) | Katarina Bartholdson | 6-4, 6-1      |  |

### Finales en simple dames
| No | Date       | Nom et lieu du tournoi              | Catégorie  | Dotation | Surface      | Vainqueure         | Score         |          |
| -- | ---------- | ----------------------------------- | ---------- | -------- | ------------ | ------------------ | ------------- | -------- |
| 1  | 07-07-1969 | Swedish Open, Båstad                |            | NC       | Terre (ext.) | Peaches Bartkowicz | 5-7, 6-4, 6-2 | Parcours |
| 2  | 26-07-1971 | Dutch Open Championships, Hilversum |            | NC       | Terre (ext.) | Evonne Goolagong   | 8-6, 6-3      | Parcours |
| 3  | 10-07-1972 | Swedish Open, Båstad                | Grand Prix | 30 000 $ | Terre (ext.) | Ingrid Löfdahl     | 1-6, 6-3, 8-6 | Parcours |
| 4  | 09-07-1973 | Swedish Open, Båstad                |            | NC       | Terre (ext.) | Glynis Coles       | 4-6, 6-4, 6-3 |          |

### Titres en double dames
| No | Date       | Nom et lieu du tournoi                  | Catégorie | Surface      | Partenaire        | Finalistes                      | Score    |          |
| -- | ---------- | --------------------------------------- | --------- | ------------ | ----------------- | ------------------------------- | -------- | -------- |
| 1  | 06-07-1964 | Swedish Championships Båstad            |           | Terre (ext.) | Donna Floyd Fales | Eva Lundquist Ingrid Löfdahl    | NC       |          |
| 2  | 02-12-1969 | Queensland State Championships Brisbane |           | Gazon (ext.) | Karen Krantzcke   | Kerry Harris Winnie Shaw        | 7-5, 6-4 |          |
| 3  | 26-07-1971 | Dutch Open Championships Hilversum      |           | Terre (ext.) | Betty Stöve       | Katja Ebbinghaus Trudy Groenman | 6-1, 6-2 | Parcours |
| 4  | 09-07-1973 | Swedish Open Båstad                     |           | Terre (ext.) | Ana María Arias   | Sue Barker Glynis Coles         | NC       |          |

### Finales en double dames
| No | Date       | Nom et lieu du tournoi | Catégorie  | Dotation | Surface      | Vainqueures                      | Partenaire           | Score         |          |
| -- | ---------- | ---------------------- | ---------- | -------- | ------------ | -------------------------------- | -------------------- | ------------- | -------- |
| 1  | 07-07-1969 | Swedish Open Båstad    |            | NC       | Terre (ext.) | Peaches Bartkowicz Eva Lundquist | Margareta Strandberg | 6-2, 6-4      | Parcours |
| 2  | 10-07-1972 | Swedish Open Båstad    | Grand Prix | 30 000 $ | Terre (ext.) | Julie Anthony Kathy Blake        | Ingrid Löfdahl       | 1-6, 6-4, 6-3 | Parcours |

### Finale en double mixte
| No | Date       | Nom et lieu du tournoi             | Catégorie | Surface      | Vainqueures                     | Partenaire        | Score    |          |
| -- | ---------- | ---------------------------------- | --------- | ------------ | ------------------------------- | ----------------- | -------- | -------- |
| 1  | 26-07-1971 | Dutch Open Championships Hilversum |           | Terre (ext.) | Betty Stöve Jean-Claude Barclay | Patrice Dominguez | 8-6, 6-3 | Parcours |

## Parcours en Grand Chelem (partiel)

### En simple dames
| Année | Championnat d'Australie Open d'Australie | Championnat d'Australie Open d'Australie | Internationaux de France | Internationaux de France | Wimbledon       | Wimbledon        | US National US Open | US National US Open |
| ----- | ---------------------------------------- | ---------------------------------------- | ------------------------ | ------------------------ | --------------- | ---------------- | ------------------- | ------------------- |
| 1964  | -                                        | -                                        | -                        | -                        | -               | -                | 1er tour (1/64)     | Antonia de Luna     |
| 1965  | -                                        | -                                        | -                        | -                        | 3e tour (1/16)  | Ann Haydon-Jones | -                   | -                   |
| 1967  | -                                        | -                                        | 1er tour (1/64)          | Lorna Cawthorn           | -               | -                | -                   | -                   |
| 1968  | -                                        | -                                        | 2e tour (1/32)           | Nancy Richey             | 3e tour (1/16)  | Patti Hogan      | -                   | -                   |
| 1969  | -                                        | -                                        | 1er tour (1/32)          | Kerry Melville           | 2e tour (1/32)  | Peggy Michel     | -                   | -                   |
| 1970  | 1/4 de finale                            | Kerry Melville                           | 3e tour (1/8)            | Virginia Wade            | 4e tour (1/8)   | Rosie Casals     | 3e tour (1/8)       | Lesley Hunt         |
| 1971  | -                                        | -                                        | 2e tour (1/16)           | Helen Gourlay            | 3e tour (1/16)  | Mary-Ann Eisel   | 2e tour (1/16)      | Laura duPont        |
| 1972  | -                                        | -                                        | 1er tour (1/64)          | Patricia Coleman         | 2e tour (1/32)  | Nancy Richey     | 1er tour (1/32)     | Pam Teeguarden      |
| 1973  | -                                        | -                                        | 2e tour (1/16)           | Katja Ebbinghaus         | 3e tour (1/16)  | Peggy Michel     | -                   | -                   |
| 1974  | -                                        | -                                        | 2e tour (1/16)           | Dianne Fromholtz         | 1er tour (1/64) | Sue Mappin       | -                   | -                   |
| 1975  | -                                        | -                                        | 1er tour (1/32)          | Laurie Fleming           | -               | -                | -                   | -                   |
| 1976  | -                                        | -                                        | -                        | -                        | 1er tour (1/64) | Aleida Spex      | -                   | -                   |

À droite du résultat, l’ultime adversaire.

### En double dames
| Année | Championnat d'Australie Open d'Australie | Championnat d'Australie Open d'Australie | Internationaux de France    | Internationaux de France  | Wimbledon                    | Wimbledon                  | US National US Open         | US National US Open        |
| ----- | ---------------------------------------- | ---------------------------------------- | --------------------------- | ------------------------- | ---------------------------- | -------------------------- | --------------------------- | -------------------------- |
| 1965  | -                                        | -                                        | -                           | -                         | 1er tour (1/32) Bartholdson  | Vicky Berner Mary Habitch  | -                           | -                          |
| 1967  | -                                        | -                                        | 2e tour (1/16) Ulla Sandulf | Rosie Casals B. J. King   | -                            | -                          | -                           | -                          |
| 1968  | -                                        | -                                        | 1er tour (1/16) I. Löfdahl  | Rosie Darmon J. Lieffrig  | 2e tour (1/16) Bartholdson   | C. Martinez Kristy Pigeon  | -                           | -                          |
| 1969  | -                                        | -                                        | 2e tour (1/16) M. Forsgardh | J. Sawamatsu K. Sawamatsu | 1er tour (1/32) M. Forsgardh | Nancy Richey Winnie Shaw   | -                           | -                          |
| 1970  | 1/4 de finale Jan Lehane                 | W. Gilchrist Lesley Hunt                 | 3e tour (1/8) I. Löfdahl    | M. Smith Judy Tegart      | 3e tour (1/8) I. Löfdahl     | F. Dürr Virginia Wade      | 2e tour (1/8) I. Löfdahl    | Rosie Casals Virginia Wade |
| 1971  | -                                        | -                                        | 1/4 de finale I. Löfdahl    | Lesley Turner Lesley Hunt | 1er tour (1/32) I. Löfdahl   | K. Ebbinghaus T. Groenman  | 2e tour (1/8) C. Martinez   | M. Eisel V. Ziegenfuss     |
| 1972  | -                                        | -                                        | 1er tour (1/16) I. Löfdahl  | F. Bonicelli M. Fernández | 1er tour (1/32) I. Löfdahl   | Judy Tegart F. Dürr        | 1er tour (1/16) B. Hawcroft | M. Smith Virginia Wade     |
| 1973  | -                                        | -                                        | -                           | -                         | 1er tour (1/32) Linda Tuero  | C. Molesworth Penny Moor   | -                           | -                          |
| 1974  | -                                        | -                                        | -                           | -                         | 2e tour (1/16) R. Giscafré   | Helen Gourlay K. Krantzcke | -                           | -                          |
| 1975  | -                                        | -                                        | -                           | -                         | 2e tour (1/16) M. Forsgardh  | T. Holladay Carrie Meyer   | -                           | -                          |

Sous le résultat, la partenaire ; à droite, l’ultime équipe adverse.

### En double mixte
| Année | Championnat d'Australie Open d'Australie | Championnat d'Australie Open d'Australie | Internationaux de France     | Internationaux de France | Wimbledon                    | Wimbledon                   | US National US Open         | US National US Open        |
| ----- | ---------------------------------------- | ---------------------------------------- | ---------------------------- | ------------------------ | ---------------------------- | --------------------------- | --------------------------- | -------------------------- |
| 1967  | -                                        | -                                        | 1er tour (1/32) Bailey Brown | O. de Roubin F. Matheu   | -                            | -                           | -                           | -                          |
| 1968  | -                                        | -                                        | 1er tour (1/32) Lewandowski  | K. Krantzcke Ray Ruffels | 3e tour (1/16) Jaime Pinto   | Julie Heldman Torben Ulrich | -                           | -                          |
| 1969  | -                                        | -                                        | -                            | -                        | 3e tour (1/16) Ove Bengtson  | Ann Haydon Fred Stolle      | -                           | -                          |
| 1970  | n/a                                      | n/a                                      | 3e tour (1/8) T. Nowicki     | Virginia Wade Ion Țiriac | -                            | -                           | 2e tour (1/16) Ove Bengtson | Esme Emanuel Pancho Guzmán |
| 1971  | n/a                                      | n/a                                      | -                            | -                        | 3e tour (1/16) Birger Folke  | Winnie Shaw Ray Keldie      | -                           | -                          |
| 1973  | n/a                                      | n/a                                      | -                            | -                        | 3e tour (1/16) Anthony Parun | Linky Boshoff C. Dowdeswell | -                           | -                          |

Sous le résultat, le partenaire ; à droite, l’ultime équipe adverse.

## Parcours en Coupe de la Fédération
| #                                                                  | Date       | Lieu                | Surface      | Gagnante(s)                        | Perdante(s)                       | Score         |          |
|                                                                    |            |                     |              |                                    |                                   |               |          |
| 1966 - 1er tour (groupe mondial) - Suède - Maroc - 3 : 0           |            |                     |              |                                    |                                   |               |          |
| 1                                                                  | 10/05/1966 | Turin               | Terre (ext.) | Christina Sandberg                 | Jacqueline Morales                | 7-9, 6-3, 6-2 | Parcours |
|                                                                    |            |                     |              |                                    |                                   |               |          |
| 1966 - 2e tour (groupe mondial) - États-Unis - Suède - 3 : 0       |            |                     |              |                                    |                                   |               |          |
| 2                                                                  | 12/05/1966 | Turin               | Terre (ext.) | Billie Jean King                   | Christina Sandberg                | 6-2, 6-3      | Parcours |
|                                                                    |            |                     |              |                                    |                                   |               |          |
| 1967 - 2e tour (groupe mondial) - Grande-Bretagne - Suède - 3 : 0  |            |                     |              |                                    |                                   |               |          |
| 3                                                                  | 07/06/1967 | Berlin              | Terre (ext.) | Ann Haydon-Jones                   | Christina Sandberg                | 6-2, 6-4      | Parcours |
|                                                                    |            |                     |              |                                    |                                   |               |          |
| 1968 - 1er tour (groupe mondial) - Grande-Bretagne - Suède - 3 : 0 |            |                     |              |                                    |                                   |               |          |
| 4                                                                  | 21/05/1968 | Paris               | Terre (ext.) | Virginia Wade                      | Christina Sandberg                | 6-1, 6-4      | Parcours |
| 4                                                                  | 21/05/1968 | Paris               | Terre (ext.) | Winnie Shaw Virginia Wade          | Ingrid Löfdahl Christina Sandberg | 2-6, 6-3, 6-4 | Parcours |
|                                                                    |            |                     |              |                                    |                                   |               |          |
| 1970 - 2e tour (groupe mondial) - Indonésie - Suède - 1 : 2        |            |                     |              |                                    |                                   |               |          |
| 5                                                                  | 21/05/1970 | Fribourg-en-Brisgau | Terre (ext.) | Christina Sandberg                 | Lany Kaligis                      | 6-2, 6-3      | Parcours |
| 5                                                                  | 21/05/1970 | Fribourg-en-Brisgau | Terre (ext.) | Ingrid Löfdahl Christina Sandberg  | Lany Kaligis Lita Liem            | 2-6, 6-2, 6-3 | Parcours |
|                                                                    |            |                     |              |                                    |                                   |               |          |
| 1970 - 1/4 de finale (groupe mondial) - Suède - Australie - 0 : 3  |            |                     |              |                                    |                                   |               |          |
| 6                                                                  | 22/05/1970 | Fribourg-en-Brisgau | Terre (ext.) | Judy Tegart-Dalton                 | Christina Sandberg                | 1-6, 6-4, 6-2 | Parcours |
| 6                                                                  | 22/05/1970 | Fribourg-en-Brisgau | Terre (ext.) | Judy Tegart-Dalton Karen Krantzcke | Ingrid Löfdahl Christina Sandberg | 1-1, ab.      | Parcours |
|                                                                    |            |                     |              |                                    |                                   |               |          |
| 1973 - 1er tour (groupe mondial) - Suède - Argentine - 3 : 0       |            |                     |              |                                    |                                   |               |          |
| 7                                                                  | 01/05/1973 | Bad Homburg         | Terre (ext.) | Christina Sandberg                 | Ines Roget                        | 6-3, 6-3      | Parcours |
| 7                                                                  | 01/05/1973 | Bad Homburg         | Terre (ext.) | Ingrid Löfdahl Christina Sandberg  | Ines Roget Elvira Weisenberger    | 7-5, 6-3      | Parcours |
|                                                                    |            |                     |              |                                    |                                   |               |          |
| 1973 - 2e tour (groupe mondial) - Suède - Roumanie - 1 : 2         |            |                     |              |                                    |                                   |               |          |
| 8                                                                  | 03/05/1973 | Bad Homburg         | Terre (ext.) | Virginia Ruzici                    | Christina Sandberg                | 6-3, 8-6      | Parcours |
|                                                                    |            |                     |              |                                    |                                   |               |          |
| 1974 - 1er tour (groupe mondial) - Suède - Danemark - 2 : 1        |            |                     |              |                                    |                                   |               |          |
| 9                                                                  | 13/05/1974 | Naples              | Terre (ext.) | Anne-Mette Sorensen                | Christina Sandberg                | 6-4, 4-6, 6-0 | Parcours |
| 9                                                                  | 13/05/1974 | Naples              | Terre (ext.) | Christina Sandberg Mimi Wikstedt   | Dorte Ekner Anne-Mette Sorensen   | 6-4, 6-4      | Parcours |
|                                                                    |            |                     |              |                                    |                                   |               |          |
| 1974 - 2e tour (groupe mondial) - Roumanie - Suède - 2 : 1         |            |                     |              |                                    |                                   |               |          |
| 10                                                                 | 13/05/1974 | Naples              | Terre (ext.) | Christina Sandberg                 | Virginia Ruzici                   | 8-6, 6-4      | Parcours |
| 10                                                                 | 13/05/1974 | Naples              | Terre (ext.) | Virginia Ruzici Mariana Simionescu | Christina Sandberg Mimi Wikstedt  | 7-5, 6-4      | Parcours |